# 浮浪者取締法 (イギリス)
浮浪者取締法(Vagrancy Act 1824)とは、イギリスで1824年に議員立法された法律である。

## 概要
この法律は、通りで眠ること、物乞いをすることを犯罪であるとした。
ナポレオン戦争の終結により多くの兵士が解雇され職を求めてさまよい、さらにアイルランドとスコットランドから経済移住者が増え、宿に泊まることも出来ず野宿するようになり、ロンドンなどの大都市部に大量の浮浪者が住み着くようになり、治安悪化が深刻化したことから生まれた。
当初はイングランドとウェールズにだけ適用される法律だったが、後にスコットランドとアイルランドまで広げられた。この法律は2008年現在も有効である。
同様の法律はアメリカなどにもある。

### 法の運用実態
1988年にイングランドとウェールズで約573人の浮浪者が起訴されて、有罪判決を受けた。
1990年5月にNAPOが起訴の調査を行った。その調査で1,250件の起訴がその年に14の中央ロンドン治安判事裁判所で処理されたことが判明した。
特にロンドンでは浮浪者取締法による起訴数の増加を意味していた。

## 以前の浮浪者取締法
イギリスではこれ以前にも浮浪者に対する法律が制定されたことが何度かあった。
1530年には浮浪者に対して鞭打刑を行い追放する法律が制定され1597年まで存続した。
1547年に制定された法律では「浮浪人に仕事を提供して拒まれた者は、その浮浪人の胸にVの焼印を押し、2年間水とパンだけで奴隷として使うことができる。さらに自由に他人に貸し出すことができる。」となっていた。
この法律はあまりの過酷さが問題になり2年後に廃止されている。
1714年に制定された法律は浮浪者の中の精神障害者の保護について規定があった。1744年に改定され、精神障害者の治療のための保護について定められた。